# فرجام‌شناسی مسیحی
فرجام‌شناسی مسیحی یا آخرت‌شناسی مسیحی یا معادشناسی، شاخه اصلی مطالعه در الهیات مسیحی است که به آموزه «آخرین چیزها»، به ویژه ظهور دوم یا پاروسیا می‌پردازد. - این کلمه از دو ریشه یونانی به معنای «آخر» (ἔσχατος) و «مطالعه» (- λογία) - گرفته شده‌است. معادشناسی شامل مطالعه «چیزهای پایانی» است، خواه در مورد پایان زندگی فردی، پایان عصر، پایان جهان، یا در مورد ماهیت پادشاهی خدا. به‌طور کلی، آخرت‌شناسی مسیحی بر سرنوشت نهایی جان و کل روایت آفرینش تمرکز دارد که اساساً بر اساس متون کتاب مقدس در عهد عتیق و جدید است.
عبارات معادشناسی و آخرت‌شناسی در بسیاری از قسمت‌های کتاب مقدس، هم در عهد عتیق و هم در عهد جدید آمده‌است. بسیاری از نمونه‌های حکم کتاب مقدس از پیشگویان مقدس آخرت‌شناختی، و نیز سنت‌های کلیسایی خارج از کتاب مقدس مربوط به این موضوع، وجود دارد.
آخرت‌شناسی مسیحی به دنبال مطالعه و بحث در مورد موضوعاتی مانند مرگ و زندگی پس از مرگ، بهشت و جهنم، ظهور دوم عیسی، رستاخیز مردگان، برآشفتگی بزرگ، هزاره گرایی، فرجام‌شناسی ،روز حساب و بهشت جدید و زمین جدید در جهان آینده است.

## پیشینه
فرجام‌شناسی در مسیحیت اولیه با زندگی عمومی و موعظه عیسی سرچشمه گرفت. خود عیسی بارها در انجیل به آمدن ثانویه خود اشاره کرد: فقط چند نمونه عبارتند از متی ۲۴:۲۷. متی ۲۴:۳۷–۳۹، متی ۲۶:۶۴، مرقس ۱۴:۶۲. آخرت‌شناسی مسیحی شاخه‌ای باستانی از مطالعه در الهیات مسیحی است که از متون کتاب مقدس مانند گفتار زیتون (ضبط شده در متی ۲۴، مرقس ۱۳ و لوقا ۲۱) و دیگر گفتارهای آخر زمان توسط عیسی آورده شده‌است. آموزهظهور دوم توسط پولس رسول در نامه‌های پائولین، اعم از معتبر و مورد اختلاف، بحث شده‌است. سایر آموزه‌های معادشناسی را می‌توان در نامه یعقوب، نامه اول پطرس، نامه یکم یوحنا یافت. به گفته برخی از محققان، نامه دوم پطرس توضیح می‌دهد که خدا صبور است و هنوز زمینه ظهور دوم را به وجود نیاورده است، تا افراد بیشتری این فرصت را داشته باشند که شر را رد کرده و نجات پیدا کنند (۳: ۳–۹). بنابراین، از مسیحیان می‌خواهد که صبورانه منتظر پاروسیا باشند و کتاب مقدس را مطالعه کنند. با این حال، محققان دیگر معتقدند که رساله‌های عهد جدید توصیه‌ای به ایمان‌داران اولیه کلیسا است که با صبر و حوصله منتظر بازگشت قریب‌الوقوع مسیح باشند که توسط خود او در موارد متعددی در اناجیل پیش‌بینی شده‌است. رساله اول قرنتس، نوشته پاپ کلمنس یکم در حدود سال ۹۵، از کسانی که در ایمان شک داشتند، انتقاد می‌کند، زیرا به نظر او، به ظهور ثانویه که هنوز اتفاق نیفتاده، به دیده تردید نگاه می‌کردند.

## مقایسه باورهای آینده‌نگر، پیشتر و تاریخ‌گرا
| موضوع فرجام‌شناسی                                                  | باور آینده‌نگر | باورهای قبلی | باور تاریخ‌گرایانه |
| ----------------------------------------------------------------- | --- | --- | --- |
|                                                                   | آینده پژوهان معمولاً دوره زمانی آینده را پیش‌بینی می‌کنند که پیشگویی‌های کتاب مقدس محقق می‌شود. | معمولاً استدلال می‌شود که اکثر یا همه پیشگویی‌های کتاب مقدس در طول خدمت زمینی عیسی مسیح بلافاصله پس از محاصره و ویرانی معبد اورشلیم در سال ۷۰ پس از میلاد محقق شد. | مورخان معمولاً پیشگویی‌ها را از زمان پیامبران تا امروز مستمر می‌دانند. |
| '۱۴۴۰۰۰' مکاشفه ۷                                                 | تعابیر مختلف از عدد تحت اللفظی ۱۴۴۰۰۰ عبارتند از: ۱۴۴۰۰۰ یهودی انجیلی در پایان جهان یا ۱۴۴۰۰۰ مسیحی در پایان جهان. | یک عدد نمادین نشان دهنده نجات یافته، نشان دهنده تمامیت، کمال (تعداد اسرائیل؛ ۱۲، مربع و ضرب در ۱۰۰۰، نشان دهنده بی‌نهایت = ۱۴۴۰۰۰). این نماد ارتش مقدس خدا، نجات، پاک و کامل است. | یک عدد نمادین نشان دهنده نجات یافتگانی است که می‌توانند وقایع را تحمل کنند. |
| ملخ‌ها از پرتگاه رها شدند مکاشفه 9                                 | در پایان جهان، یک میزبان اهریمنی بر روی زمین آزاد شد. | در طول محاصره اورشلیم در سالهای ۶۶–۷۰ پس از میلاد، ارتش اهریمنی به اسرائیل حمله‌ور شد. | انبوهی از اعراب مسلمان که شمال آفریقا، خاور نزدیک و اسپانیا را در قرون ششم تا هشتم میلادی اشغال کردند. |
| ارتشی بزرگ از فرات، ارتشی متشکل از هزاران هزار نفر مکاشفه ۹:۱۳–۱۶ | آینده پژوهان اغلب عبارت یونانی "بی شمار هزاران" را به معنای "بی‌شماری دو بار" ترجمه و تفسیر می‌کنند که از آن عدد ۲۰۰ میلیون را ایجاد می‌کنند. آینده پژوهان اغلب این ارتش ۲۰۰ میلیونی را به چین اختصاص می‌دهند که معتقدند در آینده به اسرائیل حمله خواهد کرد. بسیاری از انجیل‌ها رقم ۲۰۰ میلیون را می‌پذیرند و از تفسیر یونانی اصلی استفاده می‌کنند. | در توصیف یونانی ارتش بزرگ «هزاران هزار نفری» به ارتش بزرگ بت‌پرستی اشاره می‌کند که در طی محاصره اورشلیم از سال ۶۶ تا ۷۰ پس از میلاد به اسرائیل حمله کرد. خاستگاه این لشکر بت‌پرست از آن سوی فرات، اشاره ای نمادین به تاریخ تهاجم و قضاوت اسرائیل بر سپاهیان بت‌پرست از آن سوی فرات است. برخی از واحدهای رومی که در زمان محاصره اورشلیم به کار گرفته شده بودند از این منطقه منصوب شدند.                      | انبوهی از اعراب مسلمان که شمال آفریقا، خاور نزدیک و اسپانیا را در قرون ششم تا هشتم میلادی اشغال کردند. |
| دو شاهد مکاشفه ۱۱:۱–۱۲                                            | دو نفر که در پایان جهان در اورشلیم موعظه خواهند کرد. | دو شاهد و معجزات آنها نمادی از خدمت موسی و الیاس است که به نوبه خود نماد "شریعت" و "انبیاً هستند، شاهدان عهد عتیق بر عدالت خدا. هنگامی که ارتش روم در سال ۷۰ پس از میلاد اورشلیم را محاصره و ویران کرد، به نظر می‌رسید که این دو شاهد کشته شده‌اند. | دو شاهد (با نام مستعار "دو درخت زیتون" و "دو شمعدان") عهد عتیق و جدید هستند. |
| "۱۲۶۰ روز" مکاشفه ۱۱:۳۱۱:۳                                        | به معنای واقعی کلمه ۱۲۶۰ روز (۳٫۵ سال) در پایان جهان که طی آن اورشلیم توسط ملل بت‌پرست کنترل خواهد شد. | به معنای واقعی کلمه ۱۲۶۰ روز (۳٫۵ سال) که "در پایان جهان" در سال ۷۰ پس از میلاد اتفاق افتاد، زمانی که عبادت مرتد در معبد اورشلیم به‌طور قاطع توسط ارتش روم بت‌پرست پس از لشکرکشی ۳٫۵ ساله رومیان به یهودیه نابود شد. و دو شاهدی که در طول محاصره اورشلیم به مدت ۳٫۵ سال مرده به نظر می‌رسیدند، اما به‌طور معجزه آسایی به عنوان کلیسای اولیه زنده شدند.                                                      | ۱۲۶۰ روز = چهل و دو ماه (در مقابل ۱۱:۲) = زمان، زمان، و تقسیم زمان (دان. ۷:۲۵). ۱۲۶۰ سالی که در طی آن دو شاهد جامه گونی پوشیده بودند که معمولاً حاکی از دوره ۵۳۸ تا ۱۷۹۸ پس از میلاد، زمان حکومت پاپ بر کلیسای مسیحی است.                                  |
| "زن و اژدها" مکاشفه ۱۲:۱–۶                                        | درگیری آینده بین دولت اسرائیل و شیطان. | نماد کلیسای عهد عتیق، قوم اسرائیل (زن) که فرزند مسیح را به دنیا آورد. شیطان (اژدها) مصمم بود که فرزند مسیح را نابود کند. زن (کلیسای اولیه) قبل از ویرانی اورشلیم در سال ۷۰ بعد از میلاد از اورشلیم گریخت. | اژدها نماینده شیطان و هر نیروی زمینی است که او استفاده می‌کند. زن نماینده کلیسای واقعی خدا قبل و بعد از تولد، مرگ و رستاخیز مسیح است. زن به دور از قدرت مسلط ۱۲۶۰ ساله به صحرا می‌گریزد.                                                                    |
| "جانور بیرون از دریا" مکاشفه ۱۳:۱–۸                               | امپراتوری آینده دجال، آزار و اذیت مسیحیان | امپراتوری روم، آزار و اذیت کلیسای اولیه در زمان نرون. دریا نماد دریای مدیترانه و ملل امپراتوری روم است. | هیولا یک نیروی زمینی است که توسط یک اژدها (شیطان) پشتیبانی می‌شود. این قدرت پاپ در همان ۴۲ ماه ذکر شده در بالا است. |
| جانور فرازمینی "پیامبر دروغین" مکاشفه ۱۳:۱۱–۱۸                    | عددی که نشان دهنده امپراتوری آینده دجال است که مسیحیان را آزار خواهد داد. | حاکمان مرتد قوم یهود که برای آزار و اذیت کلیسای اولیه به امپراتوری روم پیوستند. | اولی ایالات متحده است، دومی قدرت دینی-سیاسی آینده است که در آن همه مجبور به دریافت نشان وحش توسط قدرت اول هستند. |
| "عدد جانور، ۶۶۶" مکاشفه ۱۳:۱۸                                     | عددی که نشان دهنده امپراتوری آینده دجال است که مسیحیان را آزار خواهد داد. | در محاسبات عبری، مجموع نام امپراتور نرون، «نرون سزار» برابر با ۶۶۶ است. این عدد به‌طور گسترده‌تر نماد امپراتوری روم و آزار و اذیت کلیسای اولیه است. عدد ۶۶۶ همچنین نماد حاکمان مانند سلیمان است که سالانه ۶۶۶ تالانت طلا جمع‌آوری می‌کرد. ۱ پادشاهان 10:14 | تفسیرهای مختلف |
| آخرالزمان مکاشفه ۱۶:۱۶                                            | نبرد واقعی آینده در تل مگیدو در دره یزریل، اسرائیل است. | مگیدو به عنوان نمادی از پیروزی کامل خدا بر دشمنانش استفاده می‌شود. نبرد آرماگدون ۲۰۰۰ سال پیش زمانی رخ داد که خداوند از ارتش بت‌پرست روم برای نابودی کامل عبادت مرتد در معبد اورشلیم استفاده کرد. مکاشفه ۱۶:۱۶داوری 5:19۲ پادشاهان 9:27 | نامی نمادین برای نبرد جاری بین عیسی و شیطان. |
| بابل مرموز فاحشه بزرگ مکاشفه۱۷:۱–۵                                | آینده پژوهان برای هویت «بابل اسرارآمیز» تعابیر مختلفی مانند آمریکا یا سازمان ملل می‌نویسند. | شهر فاسد اورشلیم که در اعمال بت پرستانه خود با ملل بت‌پرست جهان متحد شد و در آزار و اذیت کشیشان و پیامبران وفادار عهد عتیق و کلیسای اولیه عهد جدید شرکت داشت. متی ۲۳:۳۵–۳۷ | یک زن نیکوکار نماینده کلیسای واقعی خداست. فاحشه نماینده یک کلیسای مرتد است. به‌طور معمول، بابل اسرارآمیز به عنوان ارتداد باطنی و فاحشه بزرگ به عنوان ارتداد محبوب شناخته می‌شود. هر دو نوع ارتداد اکنون کارساز هستند و افراد بی احتیاط را به دام می‌اندازند. |
| هفت سر و ده شاخ مکاشفه۱۷:۹–۱۱                                     | آینده پژوهان تفاسیر مختلفی می‌نویسند. | همان‌طور که متن کتاب مقدس توضیح می‌دهد، هفت سر هفت کوه هستند. این اشاره مستقیم به هفت تپه رم است. همچنین اشاره شده‌است که هفت تپه به هفت پادشاه یا سزارهای رومی اشاره دارد. در زمان نگارش مکاشفه، پنج سزار قبلاً سقوط کرده بودند (ژولیوس سزار، آگوستوس سزار، تیبریوس سزار، کالیگولا، و کلودیوس سزار)، "یک" (نرون، سزار ششم، که بر تخت نشسته بود)، و سزار هفتم. (گالبا، سزار هفتم، کمتر از ۷ ماه سلطنت کرد). | تفاسیر مختلف. |
| هزار سال هزاره مکاشفه۲۰:۱–۳                                       | هزاره به معنای واقعی کلمه سلطنت ۱۰۰۰ ساله مسیح پس از نابودی دشمنان خدا است. | هزاره ظهور مستمر و مستمر ملکوت خداست. هزاره یک چارچوب زمانی نمادین است، نه یک چارچوب زمانی تحت‌اللفظی. پیش از مسیحیت بر این باورند که هزاره از زمان خدمت زمینی و عروج مسیح و ویرانی اورشلیم در سال ۷۰ بعد از میلاد ادامه داشته و تا به امروز ادامه دارد. دانیال 2:34–35 | بازه زمانی بین آمدن دوم مسیح و رستاخیز همه صالحان، چه زنده و چه مرده قبلی، از زمین تا آمدن سوم که اورشلیم جدید و مقدسین را به این سیاره خواهد آورد. با رفتن بازماندگان، این سیاره تنها توسط شیطان و میزبانانش ساکن می‌شود.                                 |
| 'جذبه' مکاشفه ۴:۱                                                 | جذبه اصلی حذف آینده کلیسای مسیحی وفادار از روی زمین است. | پروتستان‌ها عموماً «دومین ظهور» مسیح را به رسمیت می‌شناسند، همان‌طور که در اعمال رسولان ۱:۱۱ و اول تسالونیکیان ۴:۱۶–۱۷ توضیح داده شده‌است. با این حال، آنها این را از مکاشفه ۴: ۱ متمایز می‌کنند، که آینده پژوهان آن را به عنوان توصیف یک رویداد "نسلی" که از "آینده دوم" جدا است، تفسیر می‌کنند. | |
| "مصیبت بزرگ" مکاشفه ۴:۱                                           | "مصیبت بزرگ" دوره آتی داوری خدا بر روی زمین است. | "مصیبت بزرگ" ۲۰۰۰ سال پیش زمانی رخ داد که اسرائیل مرتد توسط خدا قضاوت و نابود شد، که با تخریب معبد در اورشلیم توسط ارتش‌های بت‌پرست امپراتوری روم به اوج خود رسید. کلیسای اولیه از این دوره داوری در امان ماند زیرا به هشدار عیسی در متی ۲۴:۱۶ برای فرار از اورشلیم با نزدیک شدن ارتش روم بت‌پرست توجه کرد.                                                                                                | مصیبت بزرگ دوره آزار و اذیت کلیسا به مدت ۱۲۶۰ سال از سال ۵۳۸ تا ۱۷۹۸ پس از میلاد به دست مقامات پاپ بود. |
| مکروهی که باعث ویرانی می‌شود متی ۲۴:۱۵                             | مکروهی که باعث ویرانی می‌شود، روال عبادت بت‌پرستی آینده است که در کوه معبد در اورشلیم قرار دارد. | کراهتی که باعث ویرانی شد، ارتش‌های بت‌پرست رومی بود که ۲۰۰۰ سال پیش روال عبادت مرتد را در معبد اورشلیم ویران کردند. | |
| "حمله یأجوج و مأجوج" حزقیال ۳۸                                    | حزقیال ۳۸ به حمله آینده روسیه و متحدانش به اسرائیل اشاره می‌کند که منجر به رهایی معجزه آسا توسط خداوند خواهد شد. | حزقیال ۳۸ به شکست معجزه آسای مکابیان توسط سلوکیان در قرن دوم قبل از میلاد اشاره دارد. همان‌طور که چیلتون اشاره می‌کند، «کلمه رئیس در زبان عبری روش است و بر اساس این دیدگاه، به روسیه اشاره نمی‌کند. | |